# Roermondsplein
Het Roermondsplein is een verkeersplein ten westen van het stadscentrum van de Nederlandse stad Arnhem. Bij het plein landt de Nelson Mandelabrug, op de noordelijke Rijnoever. Aan de noordzijde grenst het plein aan het Nieuwe Plein, waar de Willemstunnel weer boven het maaiveld uit komt. Midden op het verkeersplein is een kunstwerk aangelegd door Peter Struycken onder de naam Blauwe Golven. Dit kunstwerk bestaat uit een golvend oppervlak van blauw-witte stenen met centraal een fontein. Het kunstwerk is ontworpen voor gebruik als parkeerplaats.

## Geschiedenis

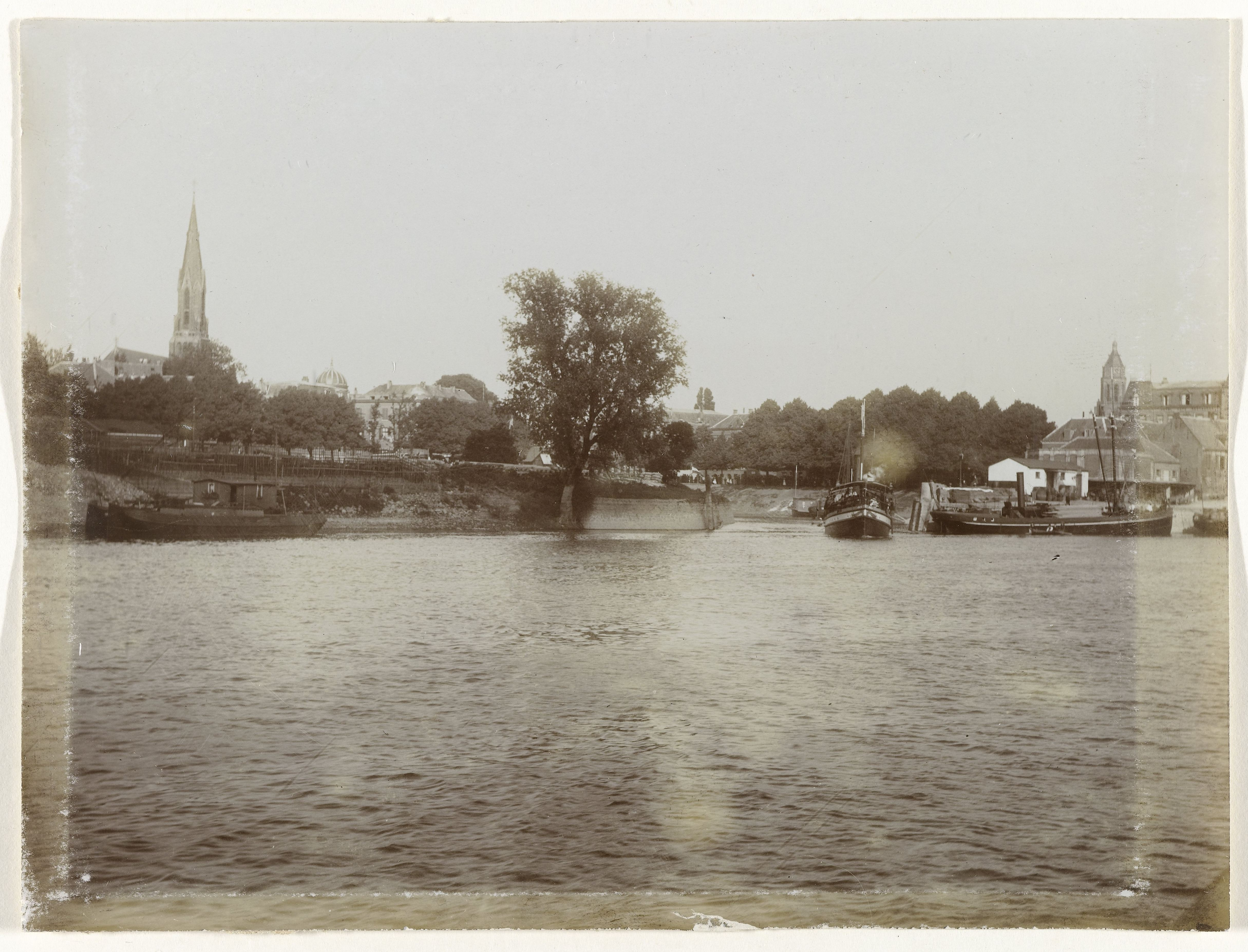
Oude haven (ca. 1900)

In 1377 was op de plek van het huidige Roermondplein een eenvoudige haven aanwezig. In 1434 werden alle krachtige mannen in de stad opgeroepen om mee te helpen aan het vergroten van de haven. Deze haven in recenter tijden bekend als de ´´Oude Haven´´ werd na de Tweede Wereldoorlog gedempt met het puin van vernielde panden uit de stad.
Tussen 1603 en 1935 lag nabij de Oude haven de Arnhemse schipbrug. Na de oorlog voerde tot 1977 een pontje vanaf het plein. De Arnhemse Terracottafabriek was gevestigd aan het plein. In 1977 werd het veer vervangen door een brugverbinding en werd het gedomineerd door het verkeersknooppunt. In hetzelfde jaar werd het kunstwerk de Blauwe Golven aangelegd. In 1987 werd deze Roermondspleinbrug hernoemd in Nelson Mandelabrug.

## Aansluitende wegen
| Aansluitende wegen                      | Aansluitende wegen | Aansluitende wegen | Aansluitende wegen | Aansluitende wegen                   |
| --------------------------------------- | ------------------ | ------------------ | ------------------ | ------------------------------------ |
| Onderlangs (N225) richting Oosterbeek   |                    |                    |                    | Nieuwe Plein richting Arnhem-centrum |
|                                         |                    |                    |                    |                                      |
|                                         |                    |                    |                    |                                      |
|                                         |                    |                    |                    |                                      |
| Nelson Mandelabrug richting Arnhem-Zuid |                    |                    |                    | Weerdjesstraat                       |